# Мьонстерос (община)
Община Мьонстерос (на шведски: Mönsterås kommun) е административна единица, разположена на територията на лен Калмар, южна Швеция. Притежава обща площ 610 km2 и население 12 949 души (към 31 декември 2013). На север община Мьонстерос граничи с община Оскаршхамн, на запад с общините Хьогсбю и Нюбру, на юг с община Калмар, а на изток с Балтийско море. Административен център на община Мьонстерос е едноименния град Мьонстерос.

## Население
Населението на община Мьонстерос през последните няколко десетилетия е относително постоянно. Гъстотата на населението е 21,51 д/km2.
| Население на община Мьонстерос в годините между 1970 и 2010 | Население на община Мьонстерос в годините между 1970 и 2010 | Население на община Мьонстерос в годините между 1970 и 2010 | Население на община Мьонстерос в годините между 1970 и 2010 | Население на община Мьонстерос в годините между 1970 и 2010 |
| ----------------------------------------------------------- | ----------------------------------------------------------- | ----------------------------------------------------------- | ----------------------------------------------------------- | ----------------------------------------------------------- |
| Година                                                      |                                                             |                                                             | Население                                                   |                                                             |
| 1970                                                        | 1970                                                        |                                                             | 13 398                                                      | 13 398                                                      |
| 1975                                                        | 1975                                                        |                                                             | 13 036                                                      | 13 036                                                      |
| 1980                                                        | 1980                                                        |                                                             | 13 135                                                      | 13 135                                                      |
| 1985                                                        | 1985                                                        |                                                             | 12 999                                                      | 12 999                                                      |
| 1990                                                        | 1990                                                        |                                                             | 13 182                                                      | 13 182                                                      |
| 1995                                                        | 1995                                                        |                                                             | 13 449                                                      | 13 449                                                      |
| 2000                                                        | 2000                                                        |                                                             | 13 227                                                      | 13 227                                                      |
| 2005                                                        | 2005                                                        |                                                             | 13 103                                                      | 13 103                                                      |
| 2010                                                        | 2010                                                        |                                                             | 12 909                                                      | 12 909                                                      |
| Източник: SCB - Преброяване по регион и време               |                                                             |                                                             |                                                             |                                                             |

## Селищни центрове в общината
Селищните центрове (на шведски: tätort) в община Мьонстерос са 5 и към 31 декември 2010 година имат съответно население:
| # | Селищен център              | Население към 31 декември 2010 |
| - | --------------------------- | ------------------------------ |
| 1 | Мьонстерос (Mönsterås)      | 4731                           |
| 2 | Бломстермола (Blomstermåla) | 1527                           |
| 3 | Тимернабен (Timmernabben)   | 1276                           |
| 4 | Олем (Ålem)                 | 803                            |
| 5 | Флисерюд (Fliseryd)         | 677                            |

Административният център на община Мьонстерос е удебелен.
В общината има и няколко много малки населени места (на шведски: småort), които по дефиниция имат население между 50 и 199 души. Такива към дата 31 декември 2005 година са
Finsjö (162 души),
Hammarglo (91 души),
Killingeholm (104 души),
Oknö (301 души),
Pata malm (133 души),
Sandbäckshult (83 души),
Solberga och Knutskulla (196 души),
Torp (79 души),
Tålebo (89 души)
и редица още по-малки селища .